# 坪山悟史
坪山悟史（つぼやま さとし、1978年3月16日 - ）は、日本のテレビディレクター。ドキュメンタリー、バラエティ番組などの制作に携わる。栃木県出身。

## 経歴
- 大学卒業後の2001年に、テレビ番組・テレビCM制作会社である日本映像教育社に入社。
- 2009年に同社を退社、現在はフリーランスとして活躍する。

## 担当番組

### NHK
- CATVネットワーク
- 全国自治宝くじ中継

### 日本テレビ系
- 交通警察　真夏の大捜査線

### フジテレビ系
- カスペ！・変な生き物100連発
- カスペ！・独占密着！真実の高島ファミリー「忠夫さん、死ぬまで一緒やで」
- カスペ！・独占!昭和芸能界の真実 アイドル発掘王・相澤秀禎
- カスペ！・ハンゲキ

### テレビ朝日系
- 素敵な宇宙船地球号
- 奇跡の地球物語

とんねるずスポーツ王
食彩の王国

### テレビ東京系
- 世界のウルトラ民族

　それダメ

### その他
- TBSニュースバード　
横浜ベイスターズ中継